# Eucithara typica
Eucithara typica é uma espécie de gastrópode do gênero Eucithara, pertencente à família Mangeliidae.